# Direction générale du Trésor et de la Comptabilité publique
 (décembre 2021).
Cet article concerne l'institution béninoise. Pour l'institution française, voir Direction générale du Trésor.
La Direction générale du Trésor et de la Comptabilité publique (DGTCP) est une direction de l’Administration publique centrale béninoise, placée sous l'autorité du ministre chargé du ministère de l'économie et des finances. Créé le 14 août [Quand ?]196, et historiquement connue sous le nom de « Trésor public » il est chargé de l’élaboration et la mise en œuvre de la politique financière du gouvernement.

## Missions de la DGTCP
Au titre de la mission « Trésor », la DGTCP est chargée de :
- gérer la trésorerie de l’Etat et de procéder aux arbitrages nécessaires
- proposer et mettre en œuvre la politique financière de l’Etat ;
- réaliser l’équilibre des ressources et des charges publiques dans l’espace et dans le temps ;
- gérer la dette publique interne ;
- émettre et négocier les effets publics ;
- gérer le portefeuille de titres de l’Etat ;
- exécuter en collaboration avec l’institut d’émission, la politique monétaire de l’Etat.

## Liste des directeurs successifs
- M. Oumara Karimou Assouma (actuel Directeur Général)[1]

## Articles Connexes
- Économie du Bénin